# Konstandinos Doksiadis
Konstandinos Doksiadis, także Constantinos Apostolou Doxiadis (ur. 14 maja 1913 w Asenowgradzie, zm. 28 czerwca 1975 w Atenach) – grecki architekt i urbanista. Był znany jako główny architekt Islamabadu, nowej stolicy Pakistanu, a później jako ojciec ekistyki. Miał także udział w badaniach nad stwardnieniem zanikowym bocznym.

## Życiorys
Doxiadis urodził się 14 maja 1913 roku w Bułgarii. Ukończył inżynierię architektoniczną na Uniwersytecie Technicznym w Atenach w 1935. Uzyskał doktorat na Uniwersytecie Charlottenburg (dziś Uniwersytet Techniczny w Berlinie) rok później. W 1937 został mianowany naczelnym urzędnikiem ds. Urbanistyki w rejonie Aten. W czasie II wojny światowej pełnił funkcję szefa departamentu planowania regionalnego i miejskiego w Ministerstwie Robót Publicznych. Brał udział w greckim ruchu oporu i został odznaczony przez greckie i brytyjskie rządy. Wyróżnił się jako minister odbudowy pod koniec wojny i to właśnie doświadczenie pozwoliło mu w latach 50. zdobyć duże kontrakty mieszkaniowe w kilkudziesięciu krajach. W 1951 założył Doxiadis Associates, prywatną firmę inżynierów konsultantów. W 1963 roku firma zmieniła nazwę na DA International Co. Ltd. Konsultanci ds. Rozwoju i Ekistics. Jego firma pomogła między innymi zaprojektować plan przebudowy dzielnicy Eastwick w Filadelfii.
Jednym z jego najbardziej znanych dzieł urbanistycznych jest Islamabad. Zaprojektowany jako nowe miasto został w pełni zrealizowany, w przeciwieństwie do wielu innych jego propozycji w już istniejących miastach, gdzie zmieniające się siły polityczne i gospodarcze nie pozwoliły na pełną realizację jego planów. Plan Islamabadu oddziela samochody i ludzi, umożliwia łatwy i niedrogi dostęp do transportu publicznego i mediów oraz pozwala na niską cenę stopniowej ekspansji i rozwoju bez utraty ludzkiej skali jego „społeczności”. Praca Doxiadisa w Rijadzie i innych miejscach odzwierciedlała to, co nazwał „urbanizmem powstrzymującym”, czyli politykę mającą na celu integrację mas wiejskich migrujących do miast.
W ostatnich latach życia Doxiadis zaczął mieć poważne problemy ze zdrowiem. Zdiagnozowano wtedy u niego objawy stwardnienia zanikowego bocznego, która doprowadziła go w ciągu trzech lat do całkowitego paraliżu i ostatecznie do śmierci. Do ostatniej chwili życia notował wpływ choroby na jego organizm, aby pomóc przyszłym badaczom w znalezieniu sposobu na minimalizowanie jej objawów. Zmarł w swoim domu w Atenach 28 czerwca 1975. 